# Rossholmen (Lindås)
Ne doit pas être confondu avec Rossholmen.
Rossholmen est une île dans le landskap Sunnhordland du comté de Vestland. Elle appartient administrativement à Lindås.

## Géographie
Rocheuse et couverte d'arbres, à fleur d'eau, elle s'étend sur environ 221 m de longueur pour une largeur approximative de 118 m. 